# Partîzanî (Partîzanî), Kirovske
Partîzanî (în ucraineană Партизани) este localitatea de reședință a comunei Partîzanî din raionul Kirovske, Republica Autonomă Crimeea, Ucraina.

## Demografie
Componența lingvistică a localității Partîzanî
     Rusă (67,81%)
     Tătară crimeeană (19,55%)
     Ucraineană (11,31%)
     Alte limbi (0,69%)
Conform recensământului din 2001, majoritatea populației localității Partîzanî era vorbitoare de rusă (67,81%), existând în minoritate și vorbitori de tătară crimeeană (19,55%) și ucraineană (11,31%).